# Kienesa Bnei Yisrael w Daly City

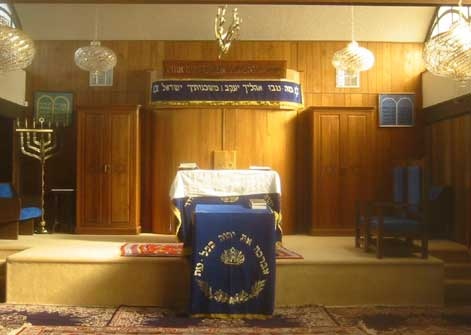
Wnętrze kienesy

Kienesa Bnei Yisrael w Daly City - jedyna karaimska kienesa w Stanach Zjednoczonych, znajdująca się w Daly City w Kalifornii.